# Берчек, Александр
Алекса́ндр Бе́рчек (серб. Александар Берчек; род. 4 сентября 1950, Врдник, Сербия, Югославия) — югославский и сербский актёр.
За роль в фильме «Кто-то там поёт» получил Золотую Арену за главную мужскую роль. Он был директором Национального театра Сербии с 1993 до 1997 года. В 2001 году получил награду «Павле Вуисич». В 2021 году награждён Сретенским орденом II степени.

## Избранная фильмография
- 1979 — «Национальный класс» / Национална класа — Мики
- 1980 — «Кто там поёт?» / Ко то тамо пева — Мишко Крстич
- 1981 — «Парень, который обещает» / Дечко који обећава — Слободан Милошевич
- 1982 — «Вариола Вера» / Вариола вера — Магистр Йованович
- 1989 — «Сборный пункт» / Сабирни центар — Иван
- 1990 — «Святое место» / Свето место — господин Жупански
- 1998 — «Бочка пороха» / Буре барута — Димитрий
- 2004 — «Жизнь как чудо» / Живот је чудо — Ве́льо
- 2007 — «Завет» / Завет —  дед Цане
- 2012 — «Шляпа профессора Вуйича» / Sesir profesora Koste Vujica — профессор Коста Вуйич
- 2013 — «По кругу» / Krugovi — Ранко